# Binsfeld (Nörvenich)

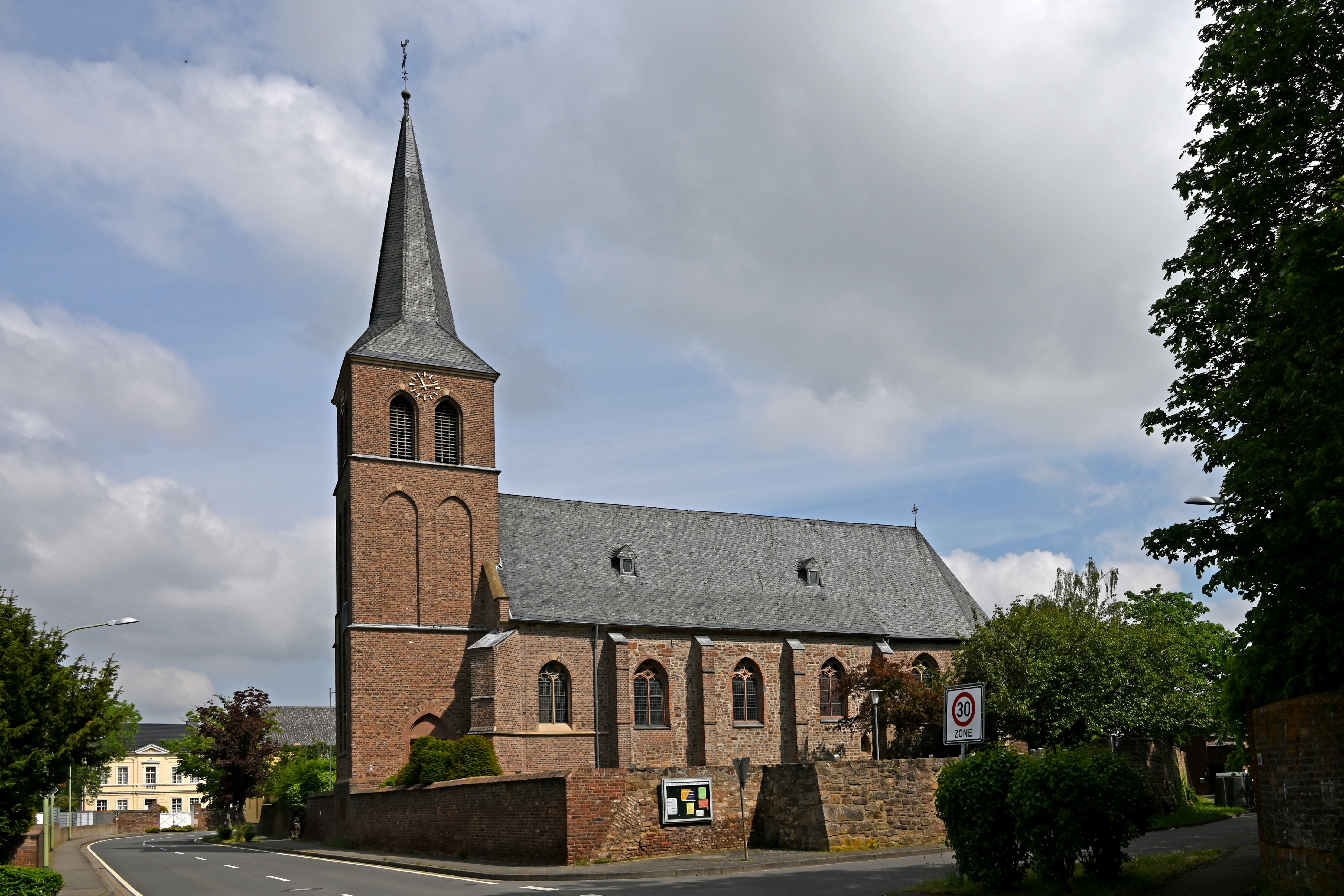
Die Pfarrkirche St. Gertrudis

Binsfeld liegt als Ortsteil der Gemeinde Nörvenich im Kreis Düren in Nordrhein-Westfalen.

## Lage
Binsfeld ist der westlichste Ortsteil der Gemeinde und grenzt direkt an die Stadt Düren. Am Ortsrand verläuft die Bördebahn. Außerdem grenzt es an den nahegelegenen Girbelsrather Forst auch „Tannewäldchen“ genannt. 

## Geschichte
Vorgeschichtliche Funde lassen den Schluss zu, dass in Binsfeld seit Jahrtausenden Menschen leben. Westlich des Dorfes wurden römische Siedlungsreste gefunden.
Um 400 soll bei Binsfeld eine entscheidende Schlacht zwischen den seit Jahrhunderten hier ansässigen Römern und den eindringenden Franken geschlagen worden sein. Wie der Volksmund erzählt, haben die später aufgefundenen Gebeine der gefallenen Krieger zur Namensgebung „Beinsfeld“ geführt. Einleuchtender ist die wissenschaftliche Erklärung des Ortsnamens, der von „Feld in den Binsen“ ableitet. Binsfeld bezeichnet somit einen Siedlungsplatz in einem Feld, der seinem Namen nach einen auffallend starken Bewuchs mit Binsen hatte.
Am 24. Januar 966 wird Binsfeld urkundlich von Kaiser Otto I. erwähnt. Da hieß es, im Jahre 786 habe ein Mädchen namens Ricburgis ihren Grundbesitz Binsfeld im Lande der Ripuarier einer Abtei in Nivelles (heute in Belgien) überlassen. Diese Zugehörigkeit bestand bis zur Mitte des 16. Jahrhunderts. Die Herren von Binsfeld waren über Jahrhunderte als Schultheißen des Klosters Nivelles nachzuweisen.

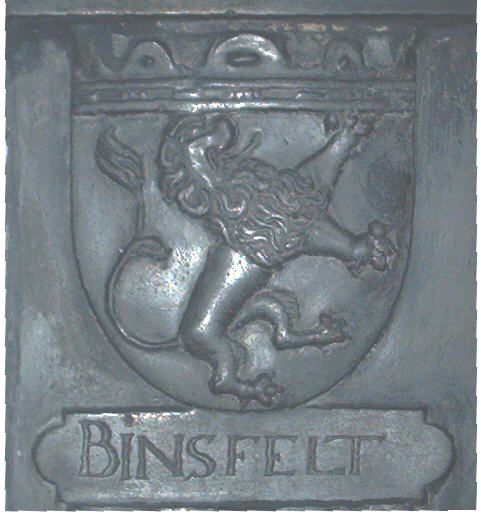
Das Wappen der Freiherren von Binsfeld

In der Binsfelder Pfarrkirche befindet sich ein Epitaph mit den lebensgroßen Figuren des Johann von Binsfeld und seiner Frau Anna von Nesselrode. Das Epitaph entstand 1636. Je 16 Ahnenwappen sind auf den Lisenen angebracht.
Als jülichsche Unterherrschaft gehörte Binsfeld zum Amt Nideggen.
Gegen Ende des 18. Jahrhunderts wird berichtet:

„Unterherrschaft Binsfeld mit hohem und niederem Gerichte und der Jagd, mit Schloss, Hof, Garten und Baumgarten, 148 Morgen Ackerland, in Schatz 33 Reichstaler 6 Albus, Pfennigsgeld 17 Reichstaler, dann vier Gänse, zwei Stein Flachs, 19½ Kapaune, 27 Hühner, 13 Malter 6 Viertel 3 Mütgen Roggen, 5 Viertel Hafer, dann die hergebrachten Frondienste, wofür dem Lehensinhaber 50 Reichstaler von der Gemeinde gezahlt werden. Binsfeld war eine Unterherrschaft und Lehen, mit Binsfeld war vom 13. Jahrhundert bis 1658 das gleichnamige Geschlecht belehnt, es folgten dann bis 1720 die von Wachtendonk. Der Kreis Düren wies verhältnismäßig viele Unterherrschaften auf, so Weisweiler, Binsfeld, Burgau, Drove, Maubach, Thum, Gladbach, Kettenheim Gürzenich, Merode und Frenz.“

Das zum 31. Dezember 1939 aufgelöste Amt Binsfeld hatte seinen Sitz in Frauwüllesheim.

### Zweiter Weltkrieg
Südsüdwestlich des Ortes, etwa 800 m südwestlich der Burg, lag in der Flur „Unter dem Maar am Mühlenweg“ in der Nähe der Bahnstrecke der heutigen Bördebahn eine voll ausgebaute Batteriestellung der Luftverteidigungszone West. Sie bestand aus fünf Geschützständen, einer Gerätestellung und fünf Mannschaftsbunkern. Zwei Munitionsbunker standen am Westrand der Bahnstrecke. Etwa 250 m nördlich der Hauptstellung befand sich eine zweite abgesetzte Stellung mit Geschützstand und Mannschaftsbunker.
Das Batterie-Beständelager ist die später von der Viehverwertung genutzte Halle südwestlich am Anfang der Dürener Straße. Nach dem Zweiten Weltkrieg waren hier Wohnungen und die Schule. 
Bei Kriegsbeginn im September 1939 war die Stellung von der 1. Batterie der Reserve-Flakabteilung 362 besetzt. Am 26. November 1944 lag der Gefechtsstand der 353. Infanterie-Division in Binsfeld. 
US-Truppen nahmen am 25. Februar 1945, dem vierten Tag der Operation Grenade (Überschreitung der Rur), das von Zivilisten geräumte Dorf ein. In einem Keller befand sich noch eine Sanitätseinheit mit mehreren Schwerverwundeten, die alle in Gefangenschaft gerieten.
Die Bunker wurden im Juni 1966 gesprengt.
Die Bunkeranlage wurde nach dem Krieg von Binsfeldern als Mülldeponie genutzt. 
Später wurden 1775 m³ Müll und Bauschutt abgefahren und 1442 m³ Mutterboden wurden aufgefüllt.

### Einwohnerentwicklung des Ortsteiles
| Bevölkerungsentwicklung |               |  |      |               |  |      |               |
| Jahr                    | Einwohnerzahl |  | Jahr | Einwohnerzahl |  | Jahr | Einwohnerzahl |
| 1885                    | 629           |  | 1905 | 721           |  | 1925 | 890           |
| 1945                    | 662           |  | 1955 | 1029          |  | 1965 | 1262          |
| 1975                    | 824           |  | 1985 | 848           |  | 1995 | 883           |
| 2005                    | 994           |  | 2010 | 949           |  | 2015 | 930           |

Bis zum Zusammenschluss mit mehreren Nachbargemeinden zur Gemeinde Nörvenich am 1. Januar 1969 hatte der Ort Binsfeld mit Rommelsheim einen Ortsteil.

## Schulwesen
In der Mairie Binsfeld [,insgesamt 934 Seelen zahlend,] (211 Einwohner, 41 Schulkinder in [Binsfeld selbst]) mit Rommelsheim (142 Einwohner. 33 Schulkinder), Frauwüllesheim (155 Einwohner, 34 Schulkinder), Irresheim (187 Einwohner, 48 Schulkinder), Eggersheim (176 Einwohner, 38 Schulkinder), Bubenheim (30 Einwohner. 6 Schulkinder) und Isweiler (33 Einwohner, 9 Schulkinder) war 1814 nicht einmal eine gewöhnliche Dorfschule. Im Winter versuchten zwar die den Religionsunterricht erlebenden Geistlichen den Kindern wenigstens die Buchstaben beizubringen, im Übrigen aber stand der größte Teil der Einwohner „oder der eigentliche Bauernstand“ (Bericht des Bürgermeisters Ferd. Jansen) der Schule gleichgültig gegenüber. Die zerstreut liegenden kleinen Ortschaften konnten einzeln kaum einen Lehrer durchbringen und der Konzentration der einzelnen Orte zu einer Schulgemeinde stand die Entfernung der Orte voneinander entgegen, (Längenausdehnung der Bürgermeisterei zweieinhalb Stunden). Begüterte Eltern schickten ihre Kinder nach Düren „in Pension“.
Um 1850 wurde ein Schulgebäude erbaut. 1968 wurde die katholische Volksschule aufgelöst.
In den Anfängen der im Königreich Preußen bereits seit 1794 angeordneten allgemeinen Schulpflicht für Kinder von sechs bis zwölf Jahren unterrichteten meistens die Küster die Kinder. Es dauerte viele Jahre, bis sich die Schulpflicht auf den Dörfern durchsetzte. Die Kinder nahmen meist nur von April bis Ende Oktober am Unterricht teil, da sie in den anderen Monaten für die Feldarbeit und Hausarbeit auf den Höfen der Eltern gebraucht wurden.
Im Jahr 1855 begann der Unterricht mit Michael Koerver, der nur ein Jahr unterrichtete. Ihm folgte Matthias Hülden aus Hochkirchen, der auch gleichzeitig Küster und Organist an der Pfarrkirche St. Gertrud war. Er blieb bis 1895. Unterstützt wurde er von 1872 bis 1885 von Wilhelm Herzog, von 1878 bis 1881 durch Wilhelm Siepen aus Isweiler, von 1877 ein Jahr lang durch Anton Mertens, ab 1881 von Wilhelm Verken und ab 1886 ein Jahr lang durch Heinrich Schlossmacher. Koerver folgte von 1895 bis 1901 der Lehrer August Reinartz. Vom 1. Oktober 1901 bis zum 1. Januar 1905 unterrichtete Peter Capellmann. Ihm folgte bis zur Versetzung in den Ruhestand am 31. März 1924 Heinrich Kirschgens. Er wurde unterstützt von Katharina Lenzen (1. Juli 1910 bis 1. April 1911), Maria Wilbert (20. April 1911 bis 31. Dezember 1911) und Barbara Friedrich (1. Januar 1912 bis Ostern 1928).
Auf den langjährigen Lehrer Reinartz folgte Lehrer Jakob Mehlkop, nach dem in Binsfeld aufgrund des Ratsbeschlusses vom 4. April 1978 eine Straße benannt wurde.
Mehlkop wurde am 28. April 1893 in Aachen geboren, war Lehrer in Binsfeld vom 1. April 1924 bis zum 30. September 1958. Er starb am 31. März 1972 in Niederau.
In dieser Zeit waren folgende Lehrpersonen an der katholischen Volksschule in Binsfeld tätig:
- Josephine Mai (April 1928 bis 1. Mai 1928)
- Gertrud Meiser (11. Mai 1928 bis 31. Januar 1929)
- Anna Weisweiler (1. Februar 1929 bis 1. Juli 1950)
- Christine Felske (8. November 1950 bis 11. Juni 1951)
- Therese Schobert (20. Juni 1951 bis 1. November 1951)
- Franziska Sieben (1. November 1951 bis 1962)

Nach Lehrer Mehlkop folgten
- Christian Roß (6. Oktober 1958 bis 15. Januar 1959)
- Josef Claßen (1959 bis 1967)
- Elisabeth Sacha (10. Januar 1959 bis 5. August 1959)
- Hermqann Schmitz (17. April 1963 bis 23. April 1965)
- Wolfgang Schäffner
- Frau Breusch

Die katholischen Volksschulen wurden 1968 aufgelöst.
An das Schulgebäude wurde später das Jugendheim der katholischen Pfarre angebaut. Im 1. Stock der Schule befinden sich zwei Wohnungen, die von der Gemeinde privat vermietet wurden. Die zwei Klassen im Erdgeschoss dienten als Dorfgemeinschaftshaus und Zweigstelle der Nörvenicher Musikschule, die heute nicht mehr existiert. Nach der Flüchtlingskrise im Jahr 2015 wurden im Jugendheim, den Wohnungen und einem ehemaligen Klassenraum Flüchtlinge untergebracht. Ein Klassenraum blieb für die Dorfgemeinschaft erhalten.

## Sehenswürdigkeiten

### Mariengrotte (Lourdesgrotte)

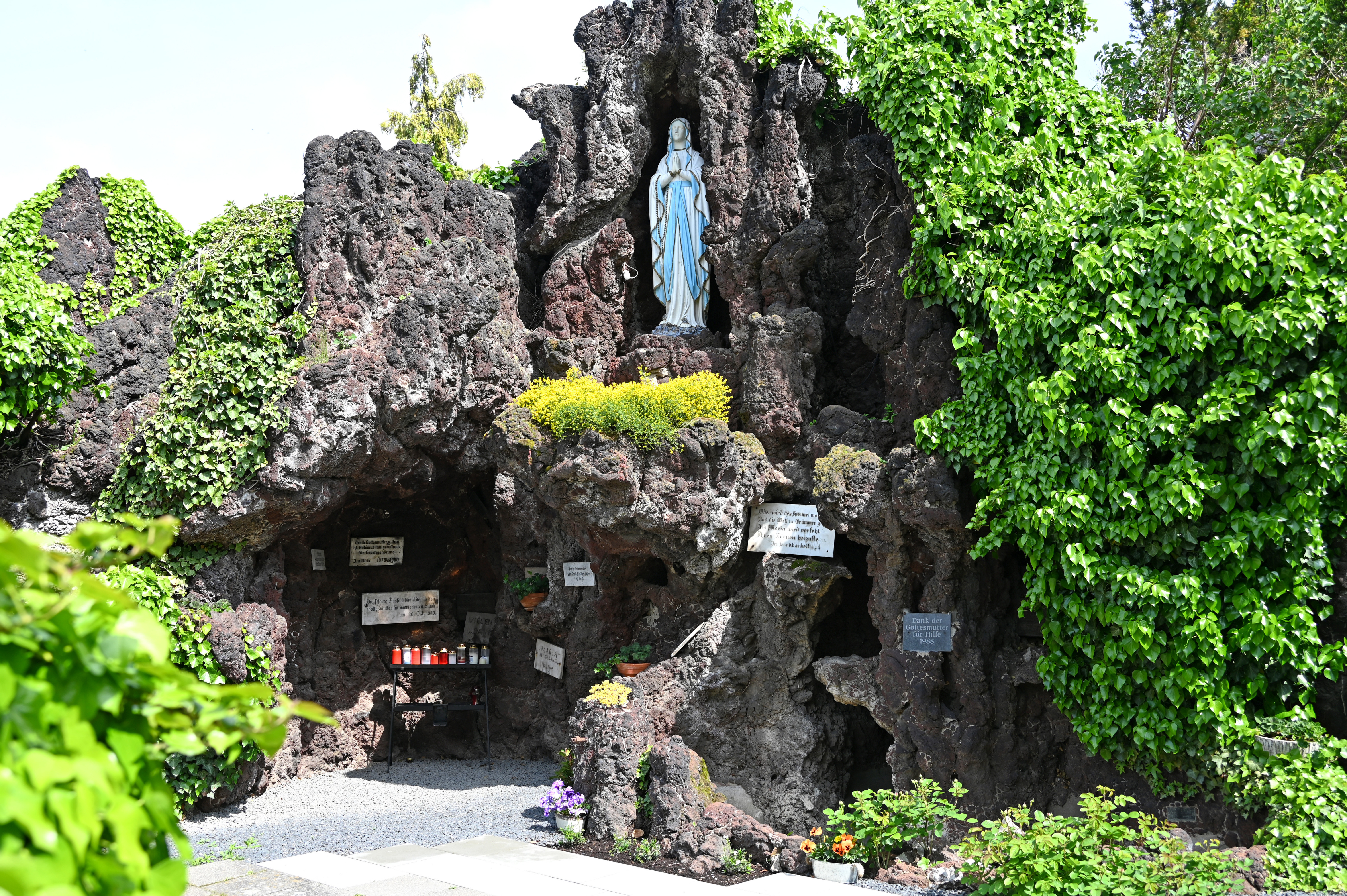
Lourdesgrotte

Die Mariengrotte in Binsfeld wurde 1911 erbaut. Sie war ein bekannter Wallfahrtsort und verlor erst in den 1950er Jahren an Bedeutung. Viele Votivtafeln zeugen von Heilungen.

### Baudenkmäler
- Wegekreuz an der L 271
- St. Gertrud (Binsfeld)
- Burg Binsfeld
- Wegekreuz an der K44
- Groß-Ganshof

## Verkehr

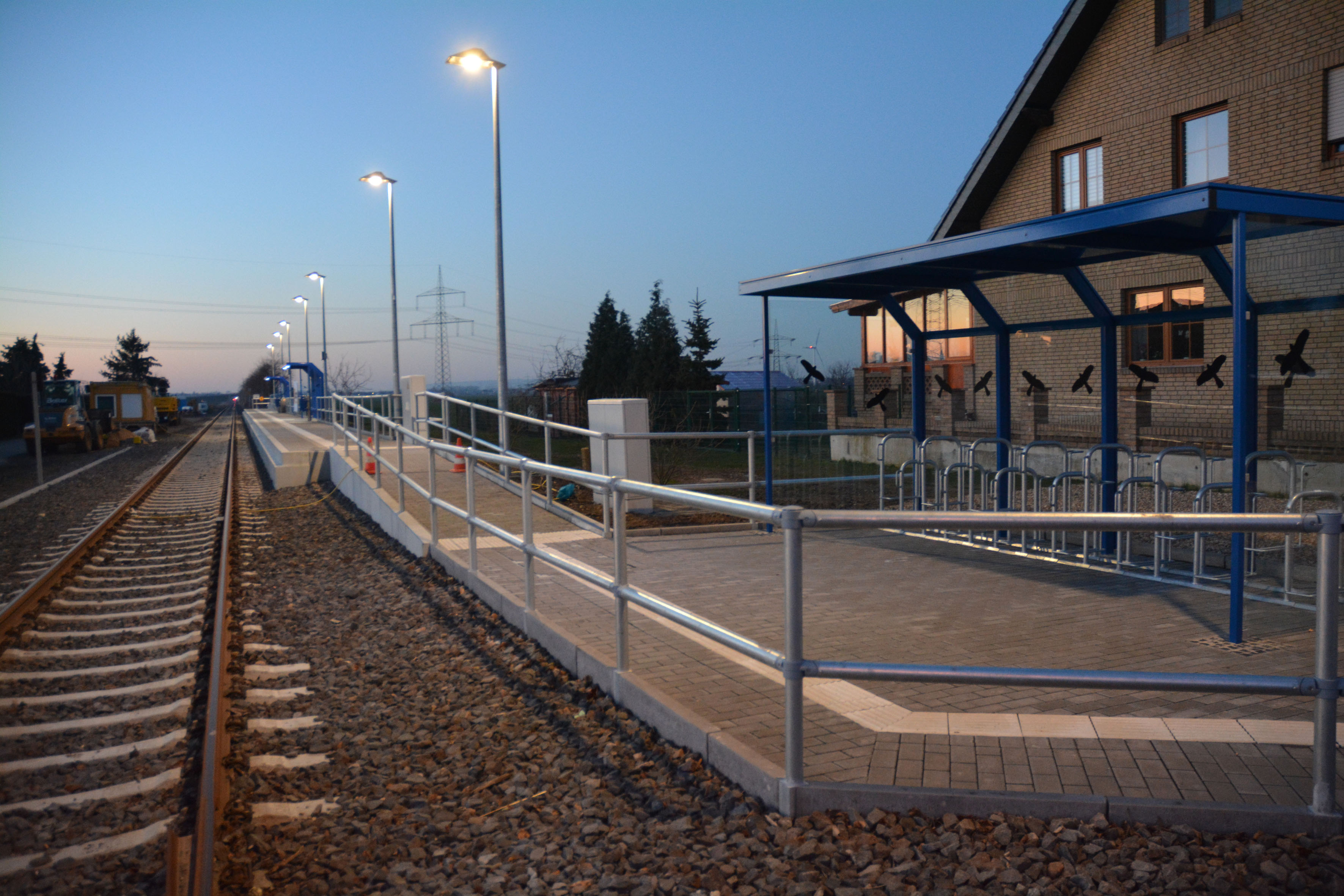
Der neue Bahnsteig

Am Ortsrand verläuft die Bördebahn. Seit dem 30. Juli 2006 hat Binsfeld zum ersten Mal in seiner Geschichte einen Haltepunkt an der Bahnlinie. Ende 2019 wurde ein neuer Bahnsteig mit Wartehallen errichtet. Seit dem 15. Dezember 2019 verkehren mit der RB 28 wieder täglich Personenzüge auf der Bördebahn.
| Linie | Linienverlauf | Takt   |
| ----- | --- | ------ |
| RB 28 | Eifel-Bördebahn: Euskirchen – Nemmenich – Zülpich – Vettweiß – Vettweiß-Jakobwüllesheim – Nörvenich-Rommelsheim – Nörvenich-Binsfeld – Düren Stand: Fahrplanwechsel Dezember 2022 | 60 min |

Im Busverkehr wird der Ort von Rurtalbus mit den AVV-Linien 228, 230 und 298 bedient. Bis zum 31. Dezember 2019 wurde der Busverkehr vom BVR Busverkehr Rheinland erbracht. Zusätzlich verkehrt an Wochenenden ein Nachtbus.
| Linie | Verlauf |
| ----- | --- |
| 228   | Binsfeld – Rommelsheim – Frauwüllesheim – Irresheim – Hochkirchen – Nörvenich Alter Bf |
| 230   | Düren Bf/ZOB – StadtCenter – Gneisenaustraße – Binsfeld (→ Rommelsheim) – Frauwüllesheim – Isweiler – Kelz – (Vettweiß –) Gladbach – Poll – Dorweiler – Pingsheim |
| 298   | Düren Bf/ZOB – StadtCenter – Gneisenaustraße – Binsfeld – Rommelsheim – Bubenheim – Jakobwüllesheim – Vettweiß – Froitzheim – (Ginnick ← Embken ← Juntersdorf ←) Füssenich – Geich – Zülpich Post – (Zülpich Bf –) Zülpich Frankengraben – (Adenauerpl./Schulzentr. –) (Nemmenich –) Ülpenich – (Enzen –) Dürscheven – Elsig – Euenheim – Euskirchen Berufskolleg – Euskirchen Bf |
| N2    | Nachtbus: nur in den Nächten Fr/Sa und Sa/So Düren Bf/ZOB → Kaiserplatz → Merzenich → Nörvenich → Vettweiß → Stockheim → Binsfeld |

## Persönlichkeiten
- Ferdinand Breuer (1870–1946); Spezialist für Chirurgie und Frauenleiden, Chefarzt am Antonius-Hospital in Köln-Bayenthal, Praxis im Kölner Severinsviertel – als volkstümlicher Arzt wurde er „Dr. Zweistuhl“ genannt. Er war Besitzer des Groß-Ganshofes in Binsfeld, Besitzer des Rheinfelder Hofes, Margarethenhofes und des Sandhofes in Dormagen-Rheinfeld. 1973 wurde die Faulgasse in Binsfeld in Dr.-Breuer-Straße umbenannt.
- Jakob Jansen (1815–1892), Provinziallandtagsabgeordneter

## Sonstiges
Die Freiwillige Feuerwehr Binsfeld pflegt seit vielen Jahren eine rege Partnerschaft mit der Feuerwehr Holler in Nordluxemburg, die den gleichnamigen Ort Binsfeld in der Gemeinde Weiswampach feuerwehrmäßig versorgt. Die Jugendfeuerwehren aus Binsfeld und Deifeld im Sauerland besuchen sich oft.
Am 31. Mai 2023 schloss die FORD-Autowerkstatt Otto Schmitz am Ortseingang aus Richtung Düren.